# ویدووا گورا

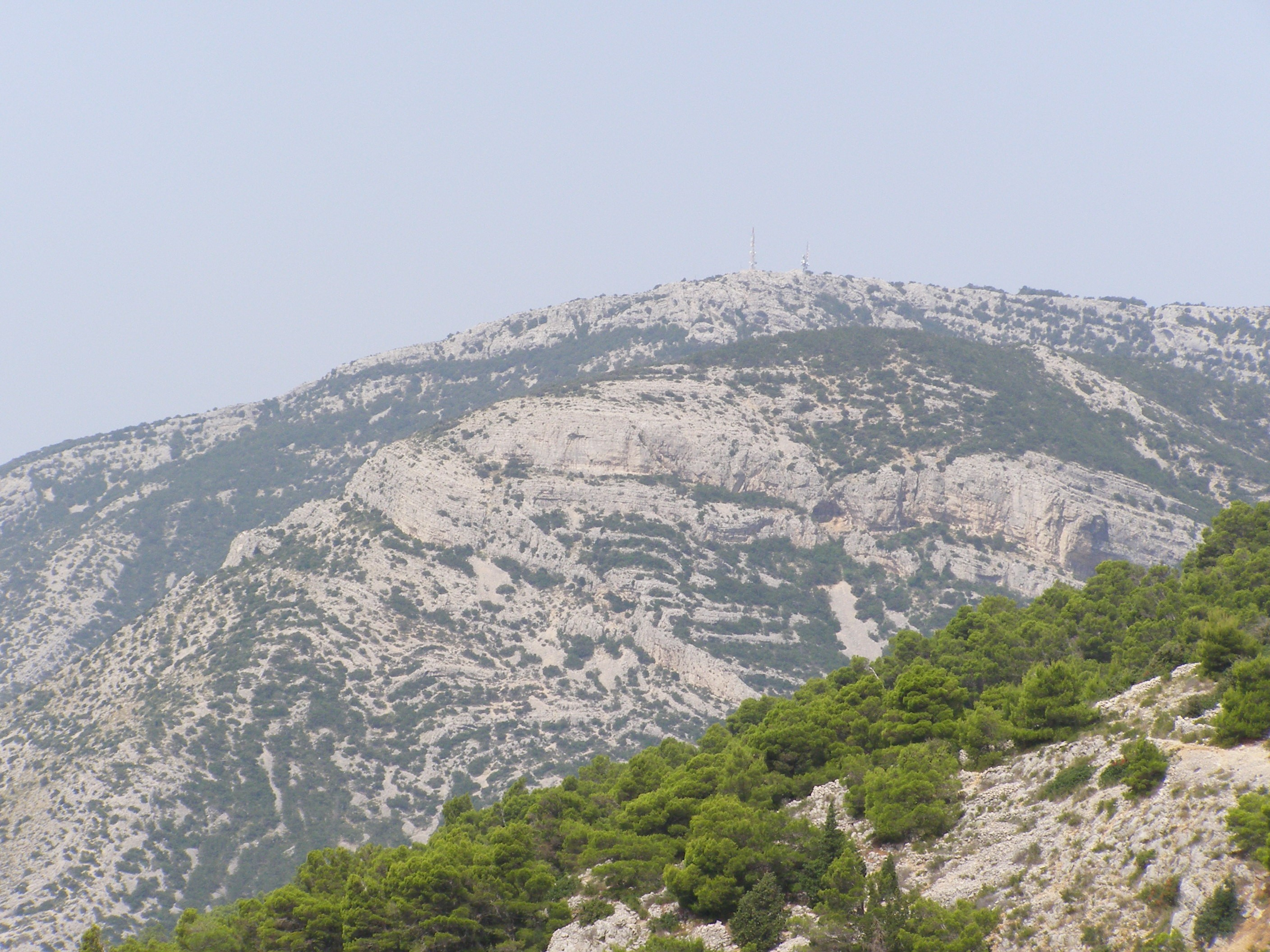
نمایی از قلهٔ ویدووا گورا در جزیره براچ، کرواسی - ۲۰۰۶

ویدووا گورا (کرواتی: Vidova gora) بلندترین قله جزیره براچ در کرواسی و هم‌چنین بلندترین نقطه در دریای آدریاتیک است.